# Overman: O Filme
Overman: O Filme é um futuro filme de comédia dramática dirigido por Tomas Portella e com roteiro de Arnaldo Branco, Tomas Portella e Leandro Soares. É livremente baseado no personagem de história em quadrinhos criado pela cartunista paulistana Laerte Coutinho em 1998. Estrelado por Caco Ciocler, o filme tem previsão de estreia para 2024 nos cinemas.

## Sinopse
Um homem desmotivado e com uma vida caótica tanto emocional quanto financeiramente, de repente recebe uma oferta de trabalho do Governador para ingressar na Secretaria de Segurança Pública. No entanto, rapidamente ele se dá conta de que o novo emprego é muito mais complexo do que ele antecipava, apresentando desafios inesperados para o novo herói.

## Elenco
- Caco Ciocler
- Otávio Müller
- Karina Ramil
- Victor Lamoglia
- Maria Lucas
- Raphael Logam
- Caio Riscado